# Homer Lane
Homer Tyrrel Lane (* 1875; † 5. September 1925 in Neuilly-sur-Seine) war ein US-amerikanisch-britischer Pädagoge und Sozialreformer. Bekannt wurde er für die Begründung des „Little Commonwealth“, einer zwischen 1913 und 1918 bestehenden Besserungsanstalt für jugendliche Straftäter im englischen Dorset.

## Leben und Werk
Lane kam ursprünglich aus den Vereinigten Staaten, wo er sich durch die Leitung verschiedener Erziehungseinrichtungen (unter anderem Mitarbeit in der George Junior Republic) einen Namen gemacht hatte. Anfangs hatte er als Handwerkslehrer schwedischen „Slöjd“-Unterricht erteilt. Slöjd bedeutet sinngemäß „Handfertigkeit“ und bezieht sich auf die Arbeit mit natürlichen Werkstoffen wie Holz und Textilien. Auf diese Weise sollten die Kinder durch den Umgang mit dem Material Respekt vor handwerklichen Arbeitsweisen entwickeln. Die US-amerikanische „Sloyd“-Bewegung, der Lane entstammte, hatte sich zum Ziel gesetzt, die manuelle Arbeit im Gegensatz zum Schreibtischlernen zur Grundlage der Elementarerziehung zu machen.
Im „Little Commonwealth“ wurde Lane von einer Gruppe interessierter Strafvollzugsreformer unter der Leitung des Earl of Sandwich die Möglichkeit gegeben, seine Experimente in eigener Regie durchzuführen. Die neu gegründete Erziehungseinrichtung befand sich auf einer Farm mit unterschiedlichen Gebäuden, die nach und nach von Kinder- und Jugendlichengruppen besiedelt wurden. Weitere Gebäude wurden von den Bürgern dieser „Republik“ selbst gebaut. Die Kinder und Jugendlichen waren entweder Waisen oder wurden von ihren Eltern, die nicht mit ihnen zurechtkamen, geschickt. Viele von ihnen hatten Bewährungsstrafen abzuleisten. Die älteren Kinder bestimmten das Geschick der Gemeinschaft in wöchentlichen Zusammenkünften. Lane nannte dies „Self-Government“ und Alexander Sutherland Neill übernahm den Begriff später von ihm. In Versammlungen machten die Kinder und Jugendlichen ihre eigenen Gesetze und wählten Funktionäre wie Richter und Schatzmeister.
Lanes therapeutische Methoden hielten sich im Hintergrund dieses Grundmusters, griff er jedoch ein, geschah dies oft in Form paradoxer Sanktionen. So bestrafte die Selbstverwaltung Gesetzesbrecher mit Urlaub, für dessen Kosten die Gemeinschaft aufkam, oder Lane forderte einen Jungen, der das ganze Geschirr zertrümmert hatte, auf, nun auch noch seine Uhr zu zerschlagen.
Das „Little Commonwealth“ bestand von 1913 bis 1918, als ein Skandal zu seiner Schließung führte:
The Little Commonwealth was closed because an adolescent girl ran away after stealing. When cought by the police she made the excuse that Lane had assaulted her sexually. The Home Office sent down a learned K.C. to investigate; he found no evidence against Lane, but apparrently didn't like the free system, for the Home Office decided that they would withdraw its licence if the committee did not appoint another superintendent in Lane's stead. The committee, knowing that Lane would never assault any girl, chose rather to close down the Commonwealth
Dies schrieb Neill später über die Vorgänge, deren tatsächlicher Ablauf nie ans Tageslicht gelangte. Der Bericht der Untersuchungskommission wurde trotz mehrfacher Aufforderung durch David Wills, den Biographen Homer Lanes, nie veröffentlicht und ist – wie die Aufsichtsbehörde 1975 mitteilte – später vernichtet worden.
Homer Lane arbeitete später mit Erwachsenen in London. Erkrankt an Typhus und Lungenentzündung starb Lane an Herzversagen am 5. September 1925 im Amerikanischen Krankenhaus Paris in Neuilly-sur-Seine.

## Schriften (Auswahl)
- Talks to Parents and Teachers (1928)